# 松山陪酒女郎杀害事件
松山陪酒女郎杀害事件是指1982年8月发生在日本爱媛县松山市的一起谋杀案件。

## 案發經過
1982年8月19日，居住在松山市某高级公寓的安冈厚子被福田和子用腰带勒死，而后，福田和子与其丈夫把尸体埋到松山市内的森林地。她还带丈夫和她自己的堂兄从安冈厚子家中搬走电视机、冰箱和一套暗红色高级衣橱，便衣20多件，外国制皮大衣和西装几十件、内衣约200件，总共约值4000万日元。
1982年4月，福田和子到爱媛县松山市一家卡巴莱做陪酒女郎，当时共有10个左右陪酒女郎。遭和子杀害的陪酒女郎安冈厚子(31岁)，艺名叫“爱”，性格非常开朗。对朋友很慷慨，是讨人喜爱的美人。许多顾客都喜欢找她，她每月至少有百万日元收入。可是艺名“小巷” 的福田和子，看上去较苍老，又好像受生活折磨而显出疲倦模样。她的脾气也很暴躁，顾客要是嘲笑她“大婶”，她就大发雷霆，不管三七二十—破口大骂对方，所以人们都避开她，没有顾客指名要她。福田和子1949年1月出生于松山市，从中学毕业后，男女关系就很乱。17岁时，她和同龄的爱人一起带凶器利刀闯进高山市税务局长住宅，捆绑局长抢劫财物。被判服刑3年。 因未成年缓刑5年。她和第一任丈夫生育一男一女，离婚之后又和安藤结婚，同样生一男一女。另外，她又欺骗有妇之夫二木，说自己未婚，另租公寓和二木姘居一起。
杀人后，她叫丈夫帮她把东西搬到她和情夫二木姘居的安田街公寓，继续和情夫姘居。24日，福田和子开始逃亡；25日，到大阪的银行，提取死者的存款59万日元。从1982年8月杀人后，一直到1985年都在金泽市一家卡巴莱工作。在卡巴莱工作2日后，接受了整容手术，并于一周后返回店里。在卡巴莱工作期间，与时年33岁的和果子店老板村山次郎关系暧昧；1985年初，村山次郎与自己的妻子离婚，福田和子也辞去工作，两人开始同居。刚开始同居时，因和子当过陪酒女郎，人们看不起。可是，整过容的福田和子是街上第一美人，态度和蔼，常把没有卖完的饼送给邻居吃。这样，顾客愈来愈多，业务扩大。同居一年后的1986年10月，二层楼的破旧木房改建成钢筋水泥的洋楼。这时，福田和子又大胆地把19岁的大儿子，从松山市叫来当助手。福田和子与村山次郎的生活十分美满，可是他们的婚姻没有入籍。村山的母亲和亲戚都希望二人早日正式登记结婚。这对和子来说，调查她的户籍等于要她的命。她一直以“从前结婚失败过，不想再结婚。”的托辞拒绝。她不寻常的态度， 终于引起村山伯父的怀疑。这个伯父，按照福田和子所说的京都餐馆和她自称的姓名“小野寺华代”进行调查，才发现这一切都是捏造的。伯父于是以“可疑人物”为由暗中报警。

## 逮捕
1988年2月12日下午5点30分，日本石川县警察署金泽中署的搜查人员为了逮捕涉嫌杀人、抛弃尸体而受到全国通缉的罪犯福田和子，来到该县能美郡大成街的街立公民馆。据查，和子为了帮助熟人办葬礼，和附近几家主妇一起应该在这一天会到公民馆来。警方得到重要情报之后派员急忙赶来，向在场的一位主妇查问： “村山先生的太太在吗?”“哦，村山太太刚刚回家去了。”主妇回答得十分自然，面不改色。’她看清警察匆匆忙忙奔向村山家中，立刻以疾风迅雷的快速逃出公民馆，跨上别人的自行车。不顾死活拼命踩。搜查人员事先不知福田和子经过整形，由一个衰老的“大婶”变成美人，无意中向她本人发问，结果让她逃了。
2月12日下午，从大成街公民馆逃出的和子，骑自行车来到2.5公里远的小松市，用借口向朋友借了2万日元后逃之夭夭，福田开始了她的逃亡生涯。她经过了四次的整容，使人不能分辨她的身份。为她第一次整容的十仁医院查出她的档案，认为间接替犯人做了帮凶，大感尴尬。 这时，警方出一百万日元赏金，十仁医院多出三百万，一共以四百万来抓人。 全国人民为了奖金而不断讨论如何逮捕福田，有些人还提供了和福田通过电话的录音带，因为面孔已认不出，只有靠声音追踪。
1997年7月29日在福井市的一间小吃店，店主和熟客都认为常来光顾的客人声音极像杀人犯，于是布下圈套，引疑犯来唱卡拉OK，并诱使疑犯将其指纹留在了啤酒瓶上，协助警方将犯罪嫌疑人福田和子抓获。

## 審判
1997年8月18日，福田和子被搜查機關以殺人罪起訴；2003年11月，被最高裁判所判處無期徒刑。2005年3月，因蛛网膜下腔出血死於和歌山刑務所。终年58歲。

## 関連書籍
- 福田和子 『涙の谷―私の逃亡、十四年と十一カ月十日』（扶桑社、1999年）
- 福田和子 『涙の谷』（扶桑社、2002年）
- 『わが母・福田和子「逃亡の秘密」』（『文藝春秋』1999年7月号　第77巻第7号）

実子による事件のあらまし及び母親に対する回想録。子供の立場から見た母親としての福田和子像を描いたものである。
- 佐木隆三 『悪女の涙 福田和子の逃亡十五年』（新潮社、1999年）
- 松田美智子 『福田和子はなぜ男を魅了するのか ＜松山ホステス殺人事件＞全軌跡』（幻冬舎、1999年）
- 松田美智子 『整形逃亡 松山ホステス殺人事件』（幻冬舎、2000年）
- 大庭嘉文 『逃げる福田和子 極限生活15年の全真相』（リヨン社、1999年）
- 大下英治 『魔性 福田和子 整形逃亡5459日』（徳間文庫、2001年）